# Piombino Dese
Piombino Dese – miejscowość i gmina we Włoszech, w regionie Wenecja Euganejska, w prowincji Padwa.
Według danych na rok 2004 gminę zamieszkiwały 8603 osoby, 296,7 os./km².